# Storfjorden (Svalbard)
Storfjorden est un fjord norvégien ou plus exactement une zone maritime, au Svalbard, située entre le Spitzberg à l'ouest et Edgeøya et Barentsøya à l'est. Le Storfjorden mesure 132 kilomètres de long soit le plus long fjord du Svalbard.
Le  fjord débute au sud entre Boltodden sur le Spitzberg et Kvalpynten sur Edgeøya (calculé à partir de là, le fjord mesure 132km de longueur), mais certaines sources indiquent que le fjord commence plus au sud, entre Kikutodden sur la Terre de Sørkapp à l'ouest et l'archipel des Tusenøyane au sud d'Edgeøya à l'est. Il mesurait alors 180 km. Du côté sud d'Edgeøya, le Tjuvfjorden entre au nord-est. La partie la plus au nord de Storfjorden, qui se situe entre la Terre d'Olav V et Barentsøya, s'appelle Ginevrabotn. Entre Barentsøya et Edgeøya, le Freemansundet court vers l'est jusqu'à Olgastredet. Au Spitzberg, le Storfjord borde Heer Land et la Terre de Sabine.
Le Storfjorden s'appelait autrefois Wybe Jans Water, du nom du chasseur de baleines frison Wybe Jansz van Stavoren. Le fjord a été mentionné pour la première fois sous ce nom en 1620.
Le 21 février 2008, le Storfjorden était l'épicentre du plus grand tremblement de terre enregistré en Norvège, d'une magnitude de 6,2 sur l'échelle de Richter (finalement corrigé à 5.9), qui, cependant, n'a pas causé de dommages.

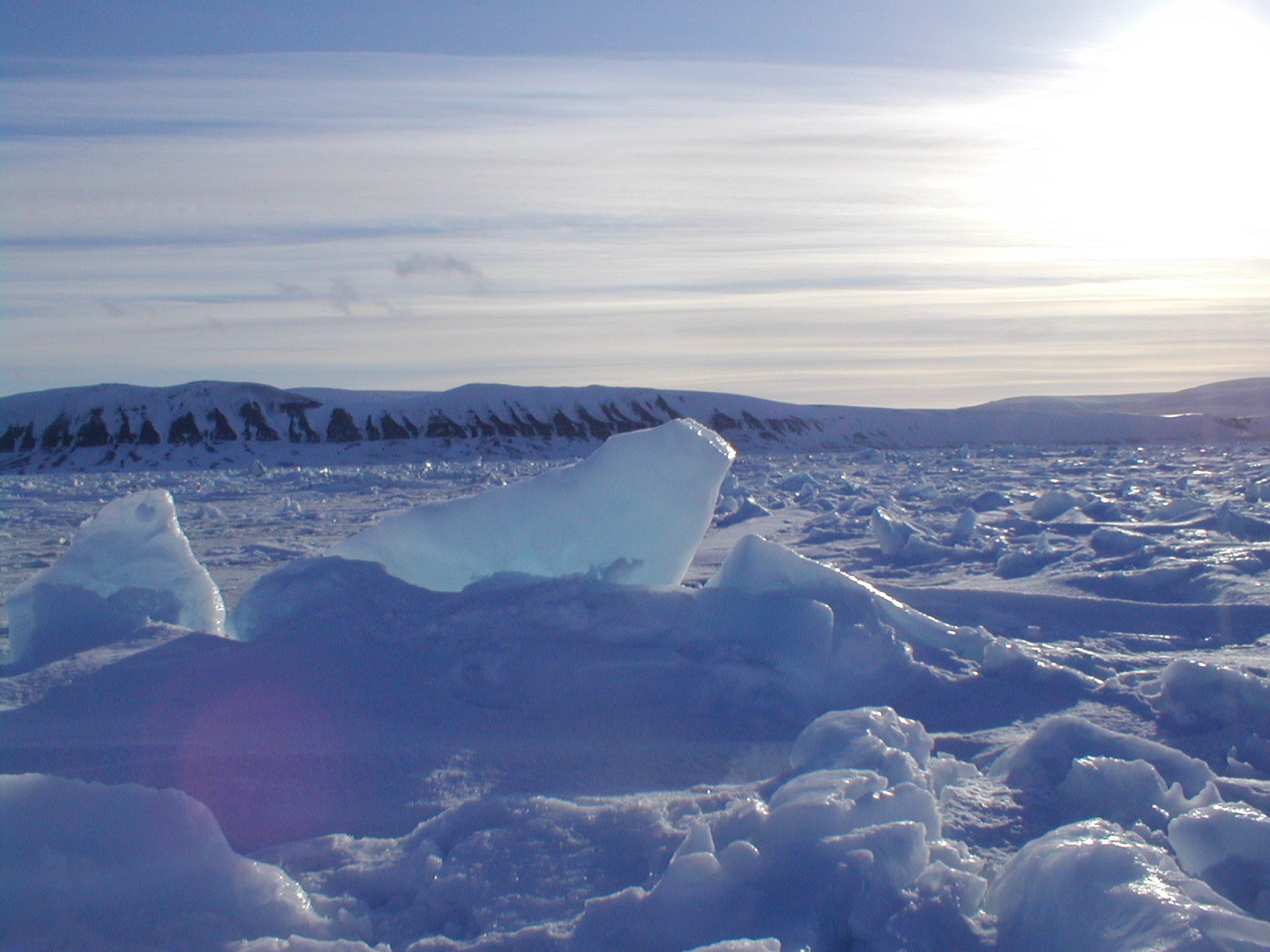
Storfjorden et Edgeøya.
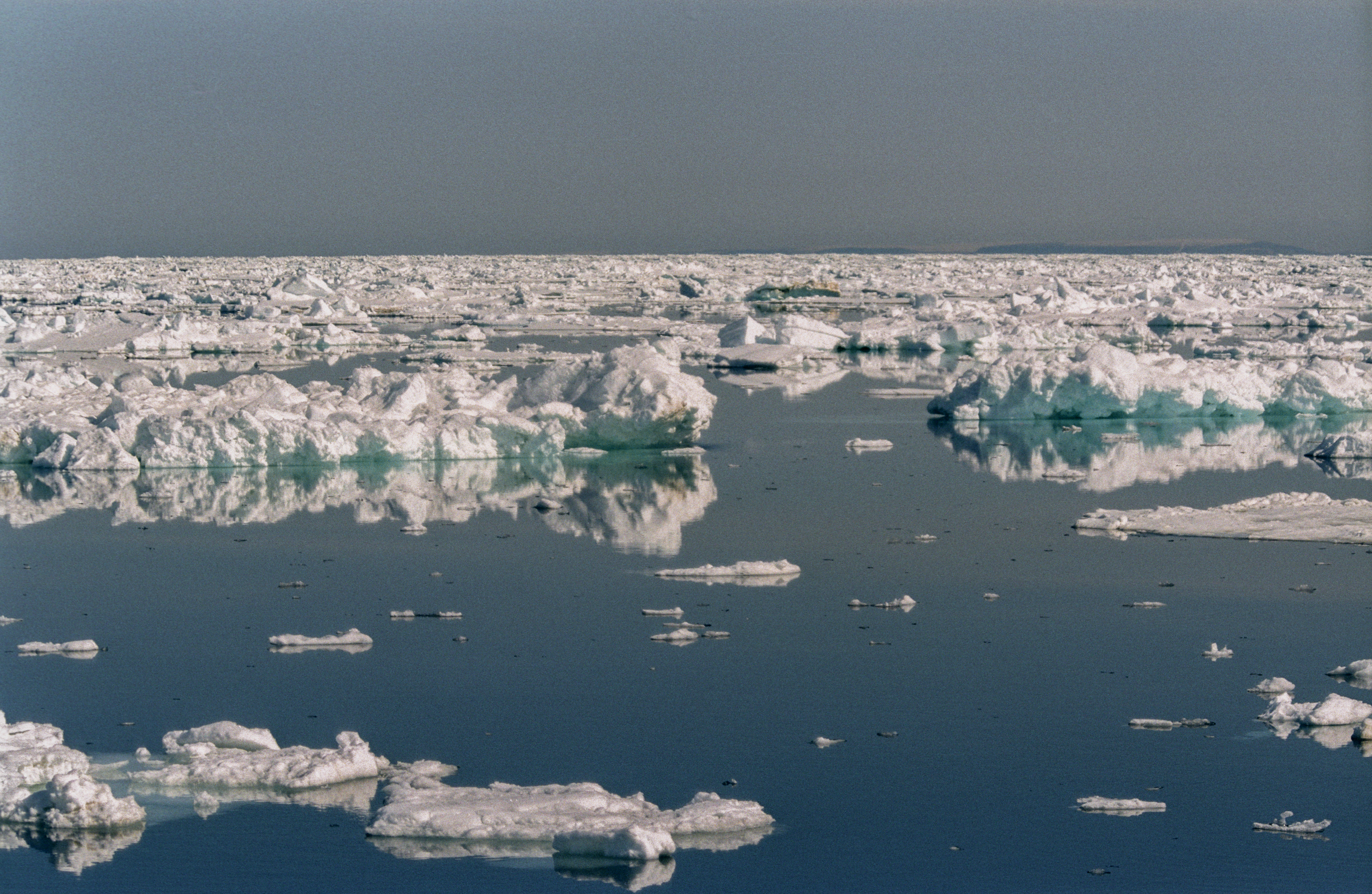